# スカハリー郡 (ニューヨーク州)
スカハリー郡（英: Schoharie County）は、アメリカ合衆国ニューヨーク州の中央部南東に位置する郡である。2010年国勢調査での人口は32,749人であり、2000年の31,582 人から3.7%増加した。郡庁所在地はスカハリー村（人口922人）であり、同郡で人口最大の自治体はコブルスキル村（人口4,678人）である。郡名はモホーク族インディアンの言葉で「浮いている流木」を意味するものから派生した。スカハリー郡はオールバニ・スケネクタディ・トロイ大都市圏に属している。

## 歴史
1683年にニューヨーク植民地で郡が作られたとき、現在のスカハリー郡地域はオールバニ郡に属していた。これは巨大な郡であり、ニューヨーク州北部とバーモント州の全てを含んでおり、さらに理論的には西の太平洋岸まで広がっていた。1766年7月3日に、カンバーランド郡を分離し、1770年3月16日にグロスター郡を分離したが、どちらも現在はバーモント州に含まれている。
1772年3月12日、オールバニ郡の残りが3つに分割され、1つはオールバニ郡の名前で残った。1つは西部に作られたトライアン郡だった。トライアン郡の東部境界は現在のスケネクタディ市の西約5マイル (8 km) にあり、アディロンダック山地の西側と、デラウェア川西支流より西の領域を含んでいた。トライオン郡に指定された地域には現在のニューヨーク州37郡が入っている。ニューヨーク植民地総督のウィリアム・トライアンに因んで名付けられた。
1776年に先立つ年に、トライアン郡のロイヤリストは大半がカナダに逃亡した。1784年、アメリカ独立戦争を終わらせた条約締結に続いて、トライアン郡はモンゴメリー郡に改名された。これは独立戦争時の将軍リチャード・モントゴメリーに因む命名だった。モントゴメリーはカナダで数か所を占領した後、ケベック市攻略中に戦死した。憎まれたイギリスの総督に代わる命名だった。スカハリー郡で著名な場所の1つにオールドストーン砦があり、独立戦争時や南北戦争時に武器庫として使われた。
1789年、モンゴメリー郡からオンタリオ郡が分離した。このときのオンタリオ郡は現在の領域よりもかなり広かった。現在のアリゲイニー郡、カタラウガス郡、シャトークア郡、エリー郡、ジェネシー郡、モンロー郡、ナイアガラ郡、オーリンズ郡、スチューベン郡、ワイオミング郡、イェーツ郡の全体と、スカイラー郡、ウェイン郡の一部が含まれていた。
1791年、モンゴメリー郡からオチゴ郡が、ハーキマー郡やタイオガ郡と共に分離した。
1795年スカハリー郡はオチゴ郡とオールバニ郡の一部を併せて設立された。
歴史あるミドルバーグ・スカハリー鉄道が郡内にあった。

## 地理
スカハリー郡はニューヨーク州中央部にあり、オールバニ市の西、ユーティカ市の南東に位置している。
アメリカ合衆国国勢調査局に拠れば、郡域全面積は626平方マイル (1,622 km2)であり、このうち陸地622平方マイル (1,611 km2)、水域は4平方マイル (11 km2)で水域率は0.69%である。
郡南部の大半はキャッツキル山地の中にある。郡中央を流れるスカハリー・クリークから高度が急に立ち上がっている。対照的に北部は小さな丘陵とバレーである。郡人口の75%以上が北部に住んでいる。スカハリー・クリークは北向きに流れるモホーク川の支流である。その流域は約950平方マイル (2,500 km2) に及んでいる。流れの途中に2か所の貯水池ダムがある。ギルボア・ダムとスカハリー貯水池はニューヨーク市上水供給システムの一部である。ニューヨーク市発電公社がブレンハイムとギルボア各ダムおよびその貯水池を使って水力発電を行っている。デラウェア川の源流がジェファーソンの町にある。オールバニ市に近いが、郡内は比較的田園のままである。
郡内最高地点は南のグリーン郡境にあるハンターズフィールド山であり、標高は3,423フィート (1,043 m) である。最低地点はモンゴメリー郡境がスカハリー・クリークと出遭う場所で、標高は520フィート (158 m) である。特に目立つ地形はフルトンの町、ミドルバーグ村近くのブロマンズ・ノーズである。

### 隣接する郡
- オールバニ郡 - 東
- デラウェア郡 - 南西
- グリーン郡 - 南東
- モンゴメリー郡 - 北
- オチゴ郡 - 西
- スケネクタディ郡 - 北東

## 人口動態
以下は2000年国勢調査による人口統計データである。
| 基礎データ - 人口: 31,582 人 - 世帯数: 11,991 世帯 - 家族数: 8,177 家族 - 人口密度: 20人/km2（51人/mi2） - 住居数: 15,915 軒 - 住居密度: 10軒/km2（26軒/mi2） 人種別人口構成（2008年時点） - 白人: 95.06% - アフリカン・アメリカン: 2.14% - ネイティブ・アメリカン: 0.30% - アジア人: 0.49% - 太平洋諸島系: 0.02% - その他の人種: 0.36% - 混血: 0.93% - ヒスパニック・ラテン系: 1.86% 先祖による構成 - ドイツ系：20.9% - アイルランド系：15.6% - アメリカ人：11.5% - イタリア系：10.8% - イギリス系：9.7% 言語による構成 - 英語：95.5% - スペイン語：1.7% - ドイツ語：1.0% | 年齢別人口構成 - 18歳未満: 24.0% - 18-24歳: 10.6% - 25-44歳: 26.2% - 45-64歳: 24.4% - 65歳以上: 14.9% - 年齢の中央値: 38歳 - 性比（女性100人あたり男性の人口） - 総人口: 99.0 - 18歳以上: 97.8 世帯と家族（対世帯数） - 18歳未満の子供がいる: 31.2% - 結婚・同居している夫婦: 54.2% - 未婚・離婚・死別女性が世帯主: 9.3% - 非家族世帯: 31.8% - 単身世帯: 25.8% - 65歳以上の老人1人暮らし: 11.7% - 平均構成人数 - 世帯: 2.49人 - 家族: 2.98人 収入と家計 - 収入の中央値 - 世帯: 36,585米ドル - 家族: 43,118米ドル - 性別 - 男性: 31,725米ドル - 女性: 24,475米ドル - 人口1人あたり収入: 17,778米ドル - 貧困線以下 - 対人口: 11.4% - 対家族数: 7.9% - 18歳未満: 13.7% - 65歳以上: 8.6% |

## 経済
スカハリー郡の主要産業は農業である。郡全体に農園があり、スカハリー・バレーでの生産性が高い。多くの郡民は通勤圏内にある首都地域で働いてもいる。
シャロンスプリングス村にはウォルマートの物流センターがあり、コブルスキルにはショッピングセンターがある。
観光業は小規模だが成長している。ハウ洞窟、シークレット洞窟、キャロット納屋、リンゴ樽カントリーストアとカフェ、ブロマンズ・ノーズ、屋根付橋のオールドブレンハイム橋、オールドストーン砦などが観光地になっている。

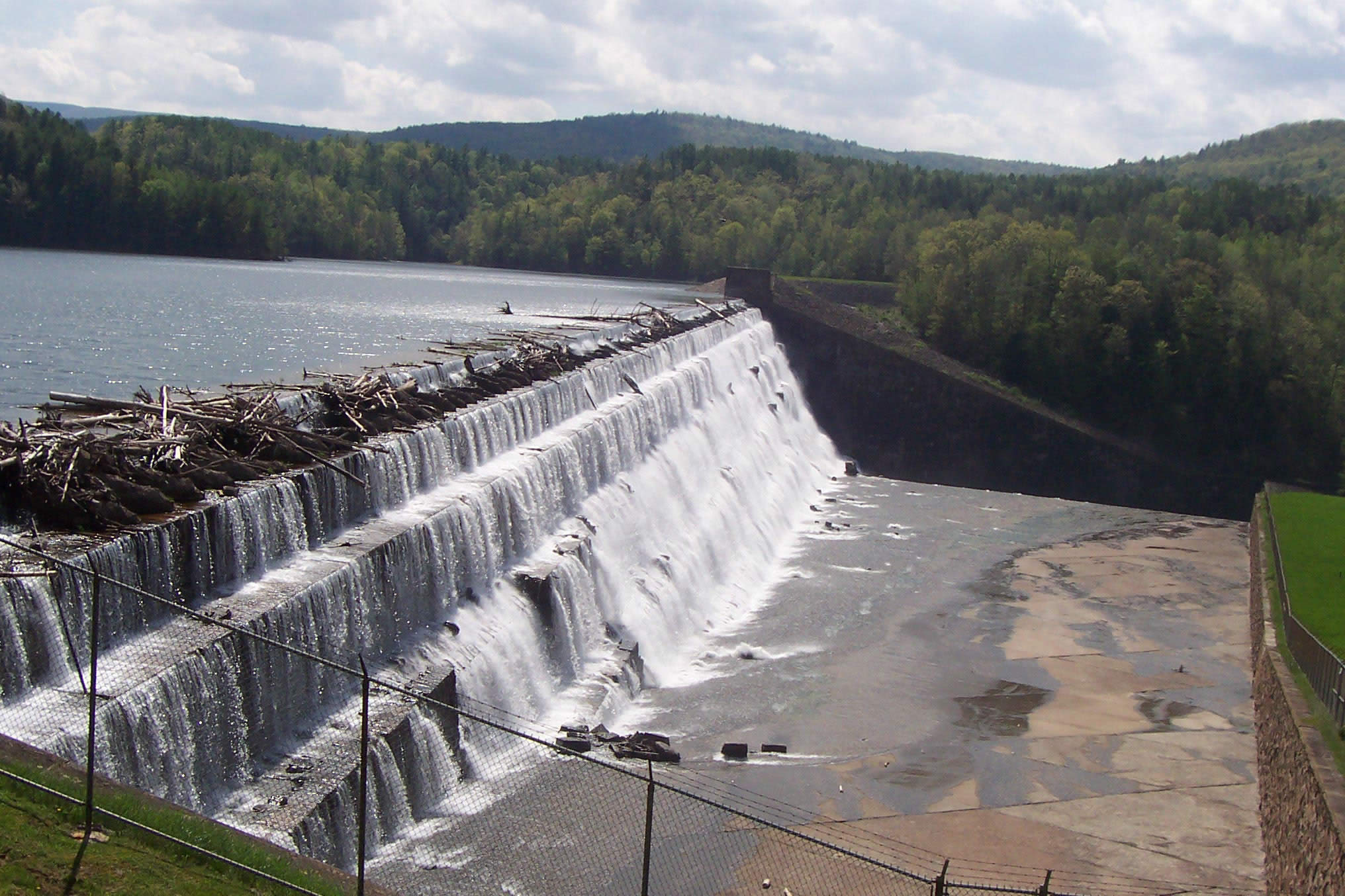
ギルボア・ダム

## 都市と町

### 町
- ブレンハイム
- ブルーム
- カーライル
- コブルスキル
- コーンズビル
- エスペランス
- フルトン
- ギルボア
- ジェファーソン
- ミドルバーグ
- リッチモンドビル
- スカハリー
- スウォード
- シャロン
- サミット
- ライト

### 村
- コブルスキル
- エスペランス
- ミドルバーグ
- リッチモンドビル
- スカハリー - 郡庁所在地
- シャロンスプリングス

### ハムレット
- ブレイカビーン
- シャーロットビル
- セントラルブリッジ
- エスペランス
- フルトナム
- ギャラップビル
- リビングストンビル
- スローンズビル
- ワーナービル
- ウェストミドルバーグ

## 著名な出身者
- ジョージ・ウェスティングハウス（1846年-1914年）、技師、発明家、起業家